# TV Aldeia
TV Aldeia é uma emissora de televisão brasileira sediada em Rio Branco, capital do estado do Acre. Opera no canal 30 UHF digital em implantação e pertence à FEM - Fundação de Cultura e Comunicação Elias Mansour, órgão do Governo do Estado do Acre que também é responsável pela Rádio Difusora Acreana e pela Aldeia FM.
Atualmente a emissora está fora do ar desde 31 de outubro de 2018, quando cessou suas transmissões analógicas pelo canal 2 VHF. Até essa data, nunca iniciou a transmissão digital de acordo com base no decreto federal de transição das emissoras de TV brasileiras do sinal analógico para o digital, seguindo o cronograma oficial da ANATEL.

## História
O governo do estado do Acre entra um pedido de concorrência no Ministério das Comunicações para instalação da TV Educativa no estado em 1982. O pedido foi vencedor e em 1985 a emissora foi instalada.
A TV Aldeia recebeu em 1988 equipamentos e apoio que, somados a uma equipe dedicada à notícia, fez seu jornal local rivalizar em audiência com outros noticiários locais.
Em 1990, transmitiu ao vivo, pela primeira vez no Acre, as imagens de escolas e blocos que passavam na avenida Getúlio Vargas, os brincantes do calçadão da prefeitura. Naquele mesmo ano seria abandonada à própria sorte até sair do ar alguns anos depois.
A emissora é reativada em 2002, quando até seus transmissores já estavam desligados. “Em 1988 formamos uma equipe composta pelos jornalistas Toinho Alves, Simony, Aníbal Diniz, Altino Machado e a colaboração de outros grandes nomes da nossa imprensa. Foi um grande momento. Tudo se acabou no descaso, mas reativamos agora graças ao apoio do governo do Estado, investindo numa boa equipe e em equipamentos que nos permitem chegar aos 22 municípios levando uma programação que casa a acrianidade com a florestania. Ou seja, mostramos o modo acriano de viver”, esclarece o jornalista Elson Martins, hoje membro do conselho editorial da Rádio e TV Aldeia.
Simony D’Ávila recorda que a reativação da TV Aldeia é fruto de um trabalho conjunto da Secretaria de Estado de Educação e Secretaria de Comunicação, que tiveram seu gabinete na Fundação Elias Mansour como ponto de referência para o debate de ideia e propostas.
Entre 2002 e 2005, as retransmissoras foram instaladas em todos os 22 municípios acrianos. Em 2007, com a extinção da TVE Brasil, que deu lugar a TV Brasil, tornou-se nova afiliada da rede.
Nos primeiros meses de 2008, a emissora estreou nova programação. Em 22 de junho do mesmo ano, houve alteração de fuso horário brasileiro no Acre e extremo-oeste e sudoeste do Amazonas, o que deixou o estado com apenas 1 hora a menos em relação ao Horário de Brasília. Com esta mudança, horários de programas locais foram alterados.
Em 19 de setembro de 2014, a TV Aldeia deixa a TV Brasil para assinar contrato com a TV Cultura, que estava em franca expansão pelo país. Até então a emissora só exibia programas da TV Cultura quando estes eram exibidos pela emissora do Governo Federal.
Em 29 de janeiro de 2018, estreou o telejornal Boletim Aldeia, que vai ao ar ao vivo de segunda às sexta-feira. Tem duração de 30 minutos, apresentado pela jornalista Larissa Costa e passa em dois horários: às 9:30 (boletim reúne os principais assuntos do dia, com muita participação) e às 13:30 (leva aos telespectadores e internautas mais notícias e desfecho das pautas).

### 2018: Fora do ar
Na madrugada do dia 31 de outubro de 2018, cessou suas transmissões analógicas pelo canal 2 VHF. Até essa data, nunca iniciou a transmissão digital de acordo com base no decreto federal de transição das emissoras de TV brasileiras do sinal analógico para o digital, seguindo o cronograma oficial da ANATEL.
A não implantação do sinal digital antes do prazo foi alvo de críticas tanto pela imprensa e nas redes sociais, pois levou em consequente a saída do ar de todas as retransmissoras no interior do Acre, já que a emissora tinha prometido por anos, o sinal digital na capital e no interior, o que demonstra o sucateamento da emissora.